# Psammomoya choretroides
Psammomoya choretroides là một loài thực vật có hoa trong họ Dây gối. Loài này được (F. Muell.) Diels miêu tả khoa học đầu tiên năm 1904.